# Groupe Latécoère
Il Gruppo Latécoère - costruttore francese molto conosciuto per i suoi idrovolanti, dei quali il fondatore Pierre-Georges Latécoère andava particolarmente fiero - è stato creato nel 1917. Latécoère è stato un pioniere del settore aeronautico francese.

## Storia
La società ha scritto le pagine più belle della sua storia e del romanticismo aeronautico con Jean Mermoz e Antoine de Saint-Exupéry, quando essa forniva ai piloti dell'epoca d'oro dell'Aéropostale gli idrovolanti che permettevano loro di consegnare la posta nell'Africa occidentale e poi in Sud America.
La scomparsa degli idrovolanti di linea, che erano la sua specialità principale, ha costretto Latécoère ad abbandonare definitivamente la produzione di aerei e a diventare subappaltatore di importanti produttori per concentrarsi sulle parti della fusoliera, le porte dell'aeromobile e il cablaggio di velivoli prestigiosi come l'Airbus A380 e il Boeing 787 Dreamliner.

## Il gruppo oggi
Oggi, questo gruppo è un importante partner di importanti costruttori di aeromobili per le sezioni di fusoliera e le porte degli aeromobili ed è il secondo gruppo mondiale per il cablaggio con la sua filiale Latelec.
Il gruppo concorre in tutti i segmenti del trasporto aereo: aerei commerciali con Airbus e Boeing, aerei regionali con Embraer e Bombardier, aerei d'affari con Dassault Aviation, aerei militari con Dassault Aviation e Airbus.
Nel 2002 il numero dei dipendenti era di 1.713 persone, con un fatturato di 168 milioni di euro.
Nel 2005 il numero dei dipendenti era di 3.053 persone, con un fatturato di 355 milioni di euro.
Nel 2006 il gruppo occupava 3.412 persone (tra cui 2.200 in Francia) e il suo fatturato è stato di € 436.000.000.
Nel 2008, la società Latécoère era stato scelta da Airbus per riprendere i siti industriali di Méaulte e Saint-Nazaire, ma i negoziati sono stati interrotti unilateralmente da Airbus a causa di problemi di recupero di altri siti simili, ma in Germania.

### Idrovolanti e aerei storici
- Latécoère 1
- Latécoère 2
- Latécoère 3
- Latécoère 4
- Latécoère 5
- Latécoère 6
- Latécoère 7
- Latécoère 8
- Latécoère 9*
- Latécoère 10*
- Latécoère 11*
- Latécoère 12*
- Latécoère 13*
- Latécoère 14
- Latécoère 15
- Latécoère 16
- Latécoère 17
- Latécoère 18
- Latécoère 19
- Latécoère 20*
- Latécoère 21
- Latécoère 22
- Latécoère 23
- Latécoère 24
- Latécoère 25
- Latécoère 26
- Latécoère 27*
- Latécoère 28
- Latécoère 29 (gros)*
- Latécoère 290
- Latécoère 291
- Latécoère 292
- Latécoère 293
- Latécoère 294
- Latécoère 295
- Latécoère 296
- Latécoère 297
- Latécoère 298
- Latécoère 299
- Latécoère 30*
- Latécoère 300
- Latécoère 301
- Latécoère 302
- Latécoère 310*
- Latécoère 32
- Latécoère 340
- Latécoère 350
- Latécoère 360*
- Latécoère 370*
- Latécoère 380
- Latécoère 381
- Latécoère 382*
- Latécoère 383*
- Latécoère 384*
- Latécoère 385*
- Latécoère 386*
- Latécoère 410*
- Latécoère 420*
- Latécoère 430*
- Latécoère 440
- Latécoère 441*
- Latécoère 442*
- Latécoère 443*
- Latécoère 460*
- Latécoère 470*
- Latécoère 480*
- Latécoère 490
- Latécoère 491
- Latécoère 492*
- Latécoère 493*
- Latécoère 500
- Latécoère 501
- Latécoère 502*
- Latécoère 503*
- Latécoère 510*
- Latécoère 520*
- Latécoère 521 Lieutenant de Vaisseau Paris
- Latécoère 522
- Latécoère 523
- Latécoère 524*
- Latécoère 525*
- Latécoère 530*
- Latécoère 531*
- Latécoère 550
- Latécoère 560*
- Latécoère 570
- Latécoère 580*
- Latécoère 581*
- Latécoère 582
- Latécoère 583*
- Latécoère 590*
- Latécoère 600*
- Latécoère 601*
- Latécoère 602*
- Latécoère 610*
- Latécoère 611
- Latécoère 613*
- Latécoère 614*
- Latécoère 615*
- Latécoère 616*
- Latécoère 617*
- Latécoère 620*
- Latécoère 631 Lionel de Marmier

i modelli segnati con un asterisco sono rimasti allo stadio progettuale

## Subappalti
Latécoère partecipa in qualità di subappaltatore nella costruzione dei seguenti aeromobili:
- Airbus A380
- Airbus A340
- Airbus A330
- Airbus A320
- Boeing 787 Dreamliner
- Bombardier CRJ 700/900/1000
- Dassault Falcon 7X
- Embraer ERJ170/175/190/195

## Missili progettati per la Marine nationale
- Malaface
- Malafon